# بليندا هولمز
بليندا هولمز (بالإنجليزية: Belinda Holmes)‏ هي مجدفة بريطانية، ولدت في 8 فبراير 1962 في واتفورد في المملكة المتحدة.

## وصلات خارجية
- بليندا هولمز على موقع الاتحاد الدولي للتجديف (الإنجليزية)
- بليندا هولمز على موقع اللجنة الأولمبية الدولية (الإنجليزية)
- بليندا هولمز على موقع أوليمبيديا (الإنجليزية)